# Vendramino Bariviera

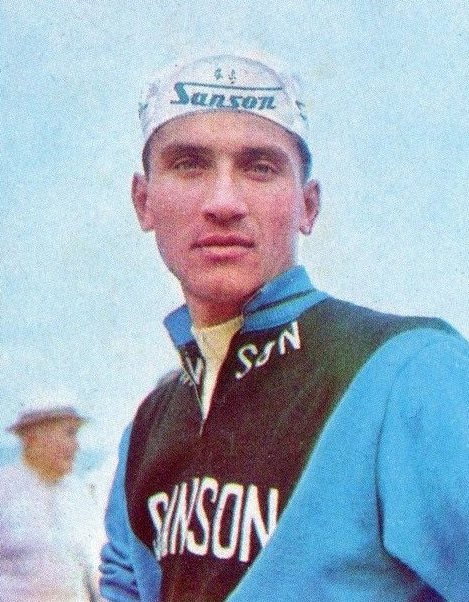
Vendramino Bariviera (1966)

Vendramino Bariviera (* 25. Oktober 1937 in Rom; † 23. November 2001 in Conegliano) war ein italienischer Radrennfahrer.
Nach seinem Debüt 1958 bei der Friedensfahrt (bei der er allerdings ausschied) und der Teilnahme an den Olympischen Sommerspielen wurde er Profi von 1961 bis 1967. Bei den Olympischen Sommerspielen 1960 in Rom schied er im olympischen Straßenrennen beim Sieg von Wiktor Kapitonow aus dem Rennen aus.
Er gewann während seiner Profikarriere sechs Etappen beim Giro d’Italia. Seine beste Platzierung im Giro war der 43. Platz 1965. 1963 fuhr er auch die Tour de France (bis zur achten Etappe). Insgesamt gewann er in seiner Karriere als Berufsfahrer elf Rennen.

## Teams
| Jahr      | Team              |
| --------- | ----------------- |
| 1961–1962 | Ghigi (Italien)   |
| 1963–1964 | Carpano (Italien) |
| 1965–1966 | Sanson (Italien)  |
| 1967      | Filotex (Italien) |

## Palmarès
| Zusammenfassung |                             |                                               |
| Jahr            | Erfolg                      | Rennen                                        |
| 1958            | Sieger                      | 1. Etappe Friedensfahrt                       |
| 1960            | Sieger                      | Giro di Romagna                               |
| 1960            | Teilnahme Olympische Spiele |                                               |
| 1962            | Sieger                      | Milano - Vignola (Italien)                    |
| 1963            | 2.                          | Nationalmeisterschaft, Straße, Elite, Italien |
| 1963            | 3.                          | 2. Etappe Giro d’Italia                       |
| 1963            | Sieger                      | 5., 6., 17. Etappe Giro d’Italia              |
| 1963            | 3.                          | 14. Etappe Giro d’Italia                      |
| 1963            | 7.                          | 6. Etappe Tour de France                      |
| 1964            | 2.                          | 1. Etappe Schweiz-Rundfahrt                   |
| 1964            | 3.                          | 4. Etappe Schweiz-Rundfahrt                   |
| 1964            | 2.                          | 4. Etappe Giro d’Italia                       |
| 1964            | Sieger                      | 6. Etappe Giro d’Italia                       |
| 1964            | 3.                          | 14. Etappe Giro d’Italia                      |
| 1966            | Sieger                      | 5. 22. Etappe Giro d’Italia                   |
| 1966            | 3.                          | 21. Etappe Giro d’Italia                      |
| 1967            | 2.                          | Aiello del Friuli (Italien)                   |